# هری توزو
هری توزو (انگلیسی: Harry Tuzo; ۲۶ اوت ۱۹۱۷ – ۷ اوت ۱۹۹۸) فرد نظامی اهل بریتانیا بود. وی همچنین برندهٔ جوایزی همچون صلیب نظامی شده‌است.
او افسر ارتش بریتانیا بود که در اوایل دوران آشوب‌ها، معاون فرمانده عالی متفقین در اروپا و افسر کل فرمانده ارتش بریتانیا در ایرلند شمالی بود.